# Несовершенные женщины
«Несовершенные женщины» (англ. Imperfect Women) — будущий американский драматический сериал, главные роли в котором исполнили Элизабет Мосс и Керри Вашингтон. Сюжет сериала основан на одноимённом романе Араминты Холл, сценарий к которому написала Анни Уайзман.
Премьера сериала состоится на стриминговой платформе Apple TV+.

## Сюжет
Разрушительное преступление оказывает влияние на многолетнюю дружбу. После убийства Нэнси Хеннесси её ближайшие подруги Элеонора и Мэри пытаются найти преступника.

## В ролях
Главные роли
- Элизабет Мосс
- Керри Вашингтон
- Кейт Мара
- Юэль Киннаман — Роберт
- Кори Столл — Ховард

Роли второго плана
- Ром Флинн — Джордан
- Ана Ортис — детектив Ганз
- Шерри Сом — Зои
- Уилсон Беттел — Скотт
- Кит Кэррадайн — Р. Л. Геннесси
- Джексон Келли — Маркус
- Лесли Одом-младший — Донован

## Производство
Компания Love & Squalor Pictures приобрела права на книгу Imperfect Women Араминты Холл. В марте 2024 года стало известно, что Анни Уайзман напишет сценарий и станет исполнительным продюсером сериала. Элизабет Мосс исполнит главную роль и выступит как исполнительный продюсер, ей составит компанию Керри Вашингтон, которая также стала исполнительным продюсером через свою компанию Simpson Street. Пилар Савон и Линдси МаКманус также выступают в качестве исполнительных продюсеров, как и сама Холл. Сериал создаётся компанией 20th Television и Apple Studios. В декабре 2024 года сериал получил налоговый кредит в Калифорнии. В январе 2025 года в состав актёров вошла Кейт Мара. В феврале 2025 года Кей Ойегун и Лесли Линка Глаттер присоединились к сериалу в качестве исполнительных продюсеров, при этом Глаттер будет режиссёром пилотного эпизода. В апреле 2025 года Юэль Киннаман и Кори Столл присоединились к актёрскому составу, а Ром Флинн, Ана Ортис и Шерри Сом, Уилсон Беттел, Кит Кэррадайн и Джексон Келли присоединились к составу в ролях. второго плана. В июне 2025 года Лесли Одом-младший присоединился к актёрскому составу.
Съёмки сериала начались в мае 2025 года в Лос-Анджелесе.